# Темир Сариев
Темир Аргембаевич Сариев е киргизстански политик, бивш министър-председател на Киргизстан от 2 май 2015 до 13 април 2016 г.